# Eleccions al Parlament del Regne Unit d'octubre de 1974
Les eleccions al Parlament del Regne Unit d'octubre de 1974 es van celebrar el 10 d'octubre de 1974 convocades anticipadament pel primer ministre Harold Wilson, considerat afeblit pels Conservadors pels acords de Sunningdale per a Irlanda del Nord. Va guanyar novament el Partit Laborista, ampliant la seva majoria. El Partit Nacional Escocès aconseguí 11 escons, la seva major representació de la història.

## Resultats
| Partit                              | Líder          | Vot popular | %      | Escons | Variació respecte octubre del 1974) |
| Partit Laborista                    | Harold Wilson  | 11.457.079  | 39,3%  | 319    | +18                                 |
| Partit Conservador                  | Edward Heath   | 10.462.565  | 35,8%  | 277    | -20                                 |
| Partit Liberal                      | Jeremy Thorpe  | 5.346.704   | 18,3%  | 13     | -1                                  |
| Partit Nacional Escocès             | Gordon Wilson  | 839.617     | 2,9%   | 11     | +4                                  |
| Partit Unionista de l'Ulster        | Harry West     | 256.065     | 0,9%   | 6      | -1                                  |
| Plaid Cymru                         | Gwynfor Evans  | 166.321     | 0,6%   | 3      | +1                                  |
| Social Democratic and Labour Party  | John Hume      | 154.193     | 0,6%   | 1      |                                     |
| Partit Unionista Democràtic         | Ian Paisley    | 59.451      | 0,3%   | 1      |                                     |
| Vanguard Unionist Progressive Party | William Craig  | 92.262      | 0,3%   | 3      |                                     |
| Republicans independents            | Frank Maguire  | 32.795      | 0,1%   | 1      |                                     |
| National Front                      | Tom Holmes     | 113.843     | 0,5%   | -      | 0                                   |
| Mebyon Kernow                       | Richard Jenkin | 384         | 0,001% | -      | 0                                   |